# 宴会の花道
「宴会の花道」（えんかいのはなみち）は、春風亭昇太による新作落語の演目。

## あらすじ
会社で宴会のシーズンとなったが、いつも酒が入って大変。飲めない者もいるのに、「俺の杯が受けられないのか」と無理に飲ませ、口をつけると、「いけるじゃないか」と更に勧める。その結果酔って気分が悪くなっても、「飲んだら吐くな」と叱られる……飲めない者が嫌な思いをするよりは、酒抜きで自分の好きな物だけを食べる方がいい……なんて勝手なことを言い出したら、それで行こうと話がまとまり、銘々が好きな物を食べるだけの宴会が始まった。
ナタデココ、蟹味噌、焼き蕎麦など、それぞれの好きな物だけを並べたが、会費の5万円分、全部その人の好きな物を買ったので、とても一人では食べきれない。ショートケーキを頼んだ部長がとうとう嫌になって、
「おい幹事、わしのケーキを一つ食べなさい」「嫌ですよ」
「何、わしのケーキが受けられんと言うのか」「酒と同じになっちゃった」
「ほうら、いけるじゃないか、もう一つ食べなさい」
無理に食べさせられた幹事が具合が悪くなってきた。
「食べ合わせが悪かったのかな……こら、食ったら吐くな」